# カヴィテ港海戦
カヴィテ港海戦（カヴィテこうかいせん）とは、八十年戦争中の1647年6月10日に発生した、スペインとオランダとの間で戦われた海戦。フィリピン・マニラ湾のスペイン拠点港であるカヴィテ（キャビテ / カビテ）港において発生し、オランダが敗れた。
6月10日、12隻からなるオランダ艦隊が、マニラ・ガレオンの拠点であるカヴィテ港を包囲した。スペイン人、フィリピン人は火砲をもって港を防衛し、オランダ艦隊の旗艦を撃沈した。オランダ艦隊は撤退し、港は守りきられたが、スペインが巨費を投じて建設した石造砦「バーガ砦」が破壊された。この後ミュンスター条約で戦争が終結するまで、オランダはマニラ湾を荒らし回ることになる。
この港はマニラ湾におけるスペインの重要拠点の一つで、フィリピンとメキシコとを結ぶ貿易の拠点であった。カヴィテ港は今日のカヴィテ市（カヴィテ州の州都）の一部となっている。